# Islas Lobos de Afuera
Las Islas Lobos de Afuera son un grupo de islas pertenecientes al Perú situadas en el océano Pacífico, a unos 93 km al oeste de la costa del departamento de Lambayeque. Tienen una superficie total de aproximadamente 235,81 hectáreas y están conformadas por varios islotes, farallones y roqueríos alrededor de dos islas principales separadas por un canal de 36 metros de ancho. Lobos de Afuera constituye el límite austral de la distribución de muchas especies de la Provincia Bioecológica Panámica. Existen en las islas dos faros de luz y un radio-faro, que sirven de guía y comunicación para las embarcaciones que suelen navegar frente a sus costas. También cuenta con una estación de la DHN (Dirección de Hidrografía y Navegación).
Las islas Lobos de Afuera destacan por su gran interés ecológico, pues constituyen una gran reserva biológica de numerosas especies de aves marinas, que han encontrado en las islas una zona de alimentación, reproducción y descanso. Por tal motivo, en el 2009 las islas quedaron protegidas por ley dentro de la Reserva nacional Sistema de Islas, Islotes y Puntas Guaneras, una reserva natural que protege y conserva muestras representativas de la diversidad biológica de los ecosistemas marino-costeros del Perú. 

## Historia
La explotación del guano es una actividad que se ha desarrollado en las islas a lo largo de su historia. En 1842 el estado peruano clasifica al guano como "Bien nacional", por lo que se hace propietario de todos los depósitos en donde se le pudiera encontrar. Así en 1847 se llevó a cabo en las islas trabajos de reconocimiento, descripción geológica y cuantificación de guano. El 7 de mayo de 1852 el Estado peruano decreta oficialmente la posesión y respectiva jurisdicción de todas las islas del litoral peruano, incluidas las islas Lobos de Afuera.
Sin embargo en 1852 los gobiernos de Gran Bretaña, Francia y Estados Unidos iniciaron una campaña internacional para declarar las islas Lobos de Afuera y Lobos de Tierra res nullius (Tierra de nadie) argumentando lejanía de las islas del litoral peruano, el no estar habitadas por gente y un supuesto descubrimiento de las mismas por los norteamericanos al principio del siglo. El entonces Secretario de Estado de los Estados Unidos, Webster, emitió una carta a un comerciante de guano, diciendo que "el gobierno de los Estados Unidos no tiene conocimientos de que las islas Lobos hayan sido descubiertas o sean ocupadas por el Perú", ni que se haya utilizado el guano encontrado allí anteriormente.
Esta situación presionó al gobierno peruano a enviar a la Armada y establecer una base militar en las islas. Antonio Raimondi refiere que en 1863 existían en las islas Lobos de afuera un depósito de alrededor de 607,086 toneladas de guano, lo que da una idea del por qué de la codicia extranjera. La explotación del guano en las Islas Lobos de Afuera se inicia en 1872, actividad que no se truncó durante la guerra del Pacífico, ya que el ejército invasor explotó las islas en su beneficio. Tras la derrota, el Gobierno peruano tuvo que ceder las islas en concesión para poder pagar la deuda externa asumida para financiar la guerra. 
El Estado peruano con la firma del Contrato Grace entregó la explotación de las islas a la “Peruvian Corporation” de Gran Bretaña hasta 1926. En 1909 con la creación de la Compañía Administradora del guano se encargaron a diversos investigadores el estudio de la diversidad de las islas guaneras. Así los primeros en visitar las islas Lobos de Afuera fueron el piscicultor estadounidense Robert Coker y el ornitólogo del museo de Londres, Henry Forbes. En las décadas de 1950 y 1960, el estado empezó a dar prioridad a la actividad pesquera y en la actualidad aún se explota el guano de forma esporádica, habiendo sido la última campaña de extracción en 1997 de donde se extrajo 840 toneladas.

## Descripción geográfica
Las islas Lobos de Afuera están conformadas por dos islas de similar superficie, Independencia y Cachimbo, separas entre sí por un angosto canal de 36 metros de ancho. Ambas están rodeadas por arrecifes y 10 islotes conocidos como Lagarto, Lagartija, Chichal de Tierra, Chichal de Afuera, Bajos de Acosta, San Agustín, San Bartolo, Santo Domingo, El Vigilante y Quitacalcal. Las islas se encuentran orientadas en dirección noroeste-sureste, con una altura máxima de 61 metros sobre el nivel del mar, y distan 45 km de la isla Lobos de Tierra.
Las islas forman parte de los restos de una antigua cadena montañosa (Cordillera de la Costa) que se originó en el precámbrico de la cual actualmente perduran islas y formaciones rocosas en el litoral peruano. Se localizan en un área con una profundidad que varía entre los 30 y 80 metros, pero muy cerca del límite del zócalo continental. A una distancia de 10 millas al oeste de las islas se inicia un rápido descenso del fondo del mar hasta de 300 metros llegando a los 5 000 metros a las 80 millas. 
El borde litoral de las islas presentan mayormente acantilados altos, arrecifes rocosos, rocas de derrumbe, cantos rodados, fondos arenosos, fondos de cascajo, entre otros. Las islas tienen un relieve que está moldeada por muchas hondonadas y pequeñas quebradas, de terreno agreste sin presencia de vegetación.
La superficie de las islas está compuesta de un núcleo de granito intrusivo de la edad jurásica, contorneado por rocas metamórficas del carbonífero superior y sobre la cual se deposita directamente el guano producido por las aves.

## Diversidad biológica

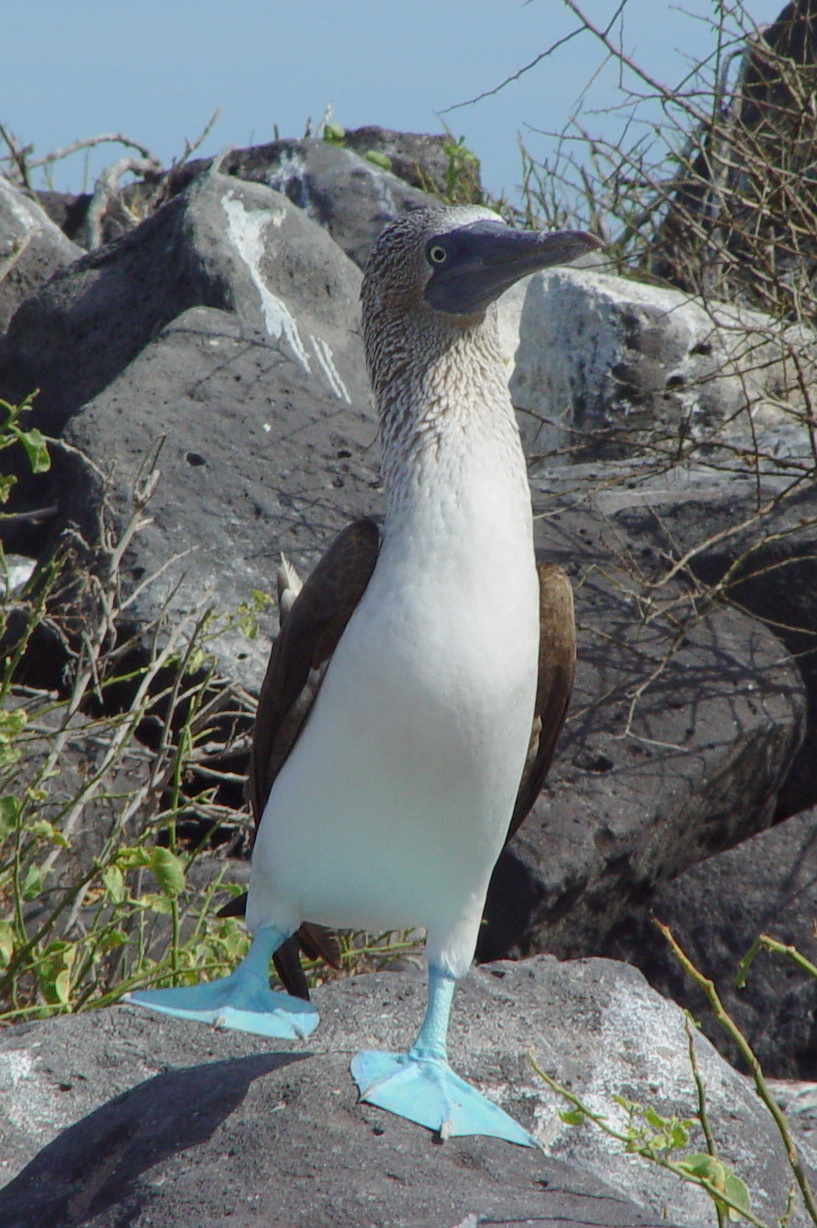
Piquero Patas Azules (Sula nebouxii)

Las islas Lobos de Afuera forman parte de un rico sistema marino. Su lejanía de la costa y su proximidad al límite de divergencia de las aguas de la corriente de Humboldt hacia el oeste influyen además en su alta diversidad. Toda esta singular riqueza biológica está
representada principalmente por 99 especies de peces, 52 especies de moluscos, 16 especies de crustáceos, 39 especies de equinodermos, 3 especies de reptiles, 33 especies de aves y al menos 17 especies de invertebrados terrestres.
Las especies terrestres, en su mayoría, son típicas de ecosistemas marino-costeros que han encontrado en las islas sus principales zonas de alimentación, reproducción y descanso. Entre las principales especies de aves que se reproducen en las islas se encuentran el piquero de nazca (Sula granti), el piquero patas azules (Sula nebouxii), el piquero peruano (Sula variegata), cormorán neotropical (Phalacrocorax brasilianus), el pelícano peruano (Pelecanus thagus), la gaviota peruana (Larus belcheri), la gaviota dominicana (Larus dominicanus), el zarcillo (Larosterna inca) y el pingüino de Humboldt (Spheniscus humboldti). Asimismo, se puede observar otras especies de aves como el potoyunco peruano (Pelecanoides garnotii), golondrina de la tempestad (Oceanodroma tethys), cormorán guanay (Phalacrocorax bougainvillii), gaviota de Franklin (Larus pipixcan), zarapito trinador (Numenius phaeopus), vuelvepiedras (Arenaria interpres), falaropo pico fino (Phalaropus lobatus), halcón peregrino (Falco peregrinus), etc.
Las especies de reptiles encontradas en las islas Lobos de Afuera corresponden a dos grandes grupos taxonómicos: el de los saurios y el de los chelónidos. Los dos saurios son: el gekko o jañape (Phyllodactylus microphyllus) y una lagartija (Microlophus peruvianus). Estas se distribuyen por la mayoría de las islas y su rol biológico es muy importante, pues son los principales depredadores de ectoparásitos e insectos que atacan a las poblaciones de aves. En los chelónidos, la única tortuga marina observada en la isla es: tortuga verde (Chelonia mydas). Esta especie tiene un amplio rango de distribución en mares tropicales y subtropicales de todo el mundo, sin embargo, se encuentra en peligro de extinción.
El mundo submarino de las islas Lobos de Afuera muestra un impresionante paisaje y mucha vida, donde los peces e invertebrados marinos son los grupos taxonómicos más representativos. Las especies más abundantes de peces está representada por la albacora (Thunnus alalunga), peje blanco (Caulolatilus affinus), anchoveta (Engraulis ringens), bonito (Sarda chilensis chilensis), cabrilla (Paralabrax humeralis), chita (Anisotremus scapularis), sardina (Sardinops sagax sagax), trambollo (Malacoctenus tetranemus), castañeta (Abudefduf concolor), etc. Entre los invertebrados marinos destacan el pulpo (Octopus mimus), percebes (Pollicipes elegans), chanque (Concholepas concholepas), caracol (Thais callaoensis), estrella sol (Heliaster helianthus), etc. 
Por otro lado, los lobos marinos chuscos (Otaria flavescens) son muy abundantes en las islas, su población puede alcanzar más de un millar de individuos. Además se han identificado hasta 17 especies de algas.